# Педра-Бранка (Сеара)
Педра-Бранка (порт. Pedra Branca) — муниципалитет в Бразилии, входит в штат Сеара. Составная часть мезорегиона Сертойнс-Сеаренсис. Входит в экономико-статистический микрорегион Сертан-ди-Сенадор-Помпеу. Население составляет 40 166 человек на 2007 год. Занимает площадь 1303,273 км². Плотность населения — 32,4 чел./км².
Праздник города — 9 августа.

## История
Город основан в 1971 году.

## Статистика
- Валовой внутренний продукт на 2003 составляет 66 501 936,00 реалов (данные: Бразильский институт географии и статистики).
- Валовой внутренний продукт на душу населения на 2003 составляет 1601,72 реала (данные: Бразильский институт географии и статистики).
- Индекс развития человеческого потенциала на 2000 составляет 0,605 (данные: Программа развития ООН).

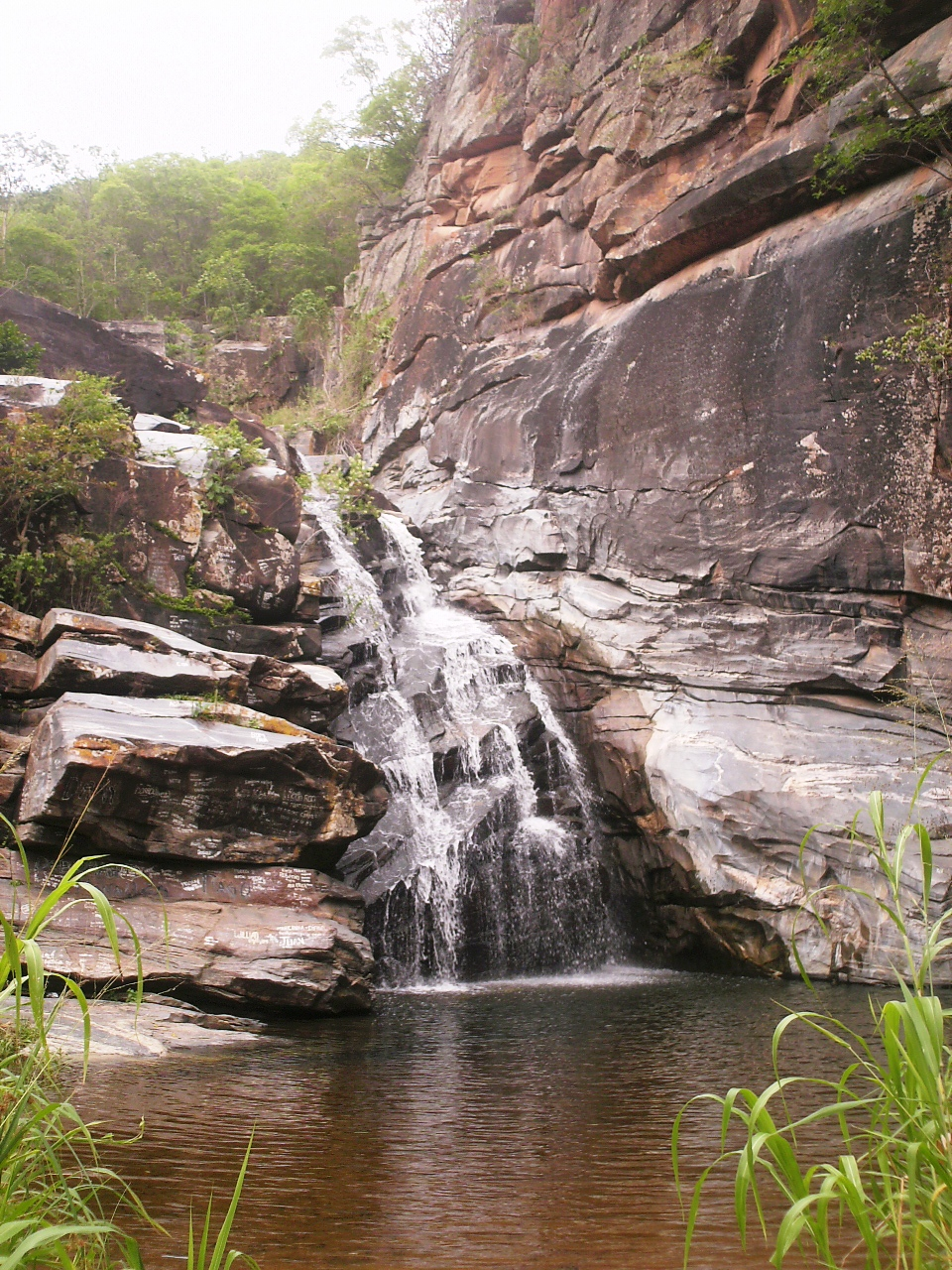